# Piriyapatna
Piriyapatna è una suddivisione dell'India, classificata come town panchayat, di 14.922 abitanti, situata nel distretto di Mysore, nello stato federato del Karnataka. In base al numero di abitanti la città rientra nella classe IV (da 10.000 a 19.999 persone).

## Geografia fisica
La città è situata a 12° 20' 23 N e 76° 5' 57 E e ha un'altitudine di 843 m s.l.m..

## Società

### Evoluzione demografica
Al censimento del 2001 la popolazione di Piriyapatna assommava a 14.922 persone, delle quali 7.601 maschi e 7.321 femmine. I bambini di età inferiore o uguale ai sei anni assommavano a 1.715, dei quali 893 maschi e 822 femmine. Infine, coloro che erano in grado di saper almeno leggere e scrivere erano 9.930, dei quali 5.489 maschi e 4.441 femmine.